# 仲川利久
仲川 利久（なかがわ としひさ、1934年〈昭和9年〉 - 2022年〈令和4年〉7月10日）は兵庫県出身のテレビ プロデューサー、演出家、監督。元・朝日放送プロデューサー。

## 来歴
1958年（昭和33年）、日本大学芸術学部卒業後、朝日放送に入社、勝新太郎がテレビドラマに初めて出演した『悪一代』、吉永小百合出演『女人平家』、大佛次郎原作の『天皇の世紀』、山内久司と共に『必殺シリーズ』などを手掛けた。
1972年（昭和47年）より、必殺シリーズ第1作の『必殺仕掛人』から『必殺仕事人III』の13話まで、プロデューサーを担当した。必殺シリーズでは主に撮影所や現場に詰めている事が多かった。
1982年（昭和57年）、バラエティ路線へ方向転換した『必殺仕事人III』より、必殺シリーズのプロデューサー業を朝日放送プロデューサー（当時）の辰野悦央に譲り、編成部へ異動。脚本の選定など、脚本に関わる事は仲川が主に担当していたが仲川離脱後の必殺シリーズの脚本は似たようなストーリーが多くなるなど、作品の質の低下を招いた。朝日放送を退社後はマスコミ専門学校やタレント養成所の講師を務めた。仲川塾を主宰、舞台などを手掛けていた。
2016年（平成28年）にスカパーで放送された、『西部警察』全国キャラバンロケ聖地巡礼の大阪、神戸編にゲスト出演。大阪城で行われた西部警察のイベントの裏話を明かした。
2022年（令和4年）7月10日、慢性心不全のため死去。88歳没。晩年は『仕掛人・藤枝梅安』のテレビドラマ化を企画。製作まで、あと一歩の所まで話が進んだが様々な事情からドラマ化は無くなったという。

## 担当作品

### テレビドラマ
- 織田信長　(1962年) 林真一郎
- わんぱく砦　(1966年)　主演　二瓶康一(現火野正平)
- 悪一代　(1969年) 主演　勝新太郎
- 白頭巾参上　(1969年)　主演　大瀬康一
- 天皇の世紀　(1971年、1972年) 出演　田村高廣、田村正和、原田芳雄、沖雅也
- 女人平家　(1971年) 主演　佐藤慶、吉永小百合
- 葉蔭の露　(1979年) 主演　岸恵子、緒形拳
- 映画村殺人事件 愛の邪魔ものを消せ！(1980年)
- おはん　(1982年）主演 ミヤコ蝶々

### 必殺シリーズ
- 必殺仕掛人 1972年9月2日 - 1973年4月14日
- 必殺仕置人 1973年4月21日 - 10月13日
- 助け人走る 1973年10月20日 - 1974年6月22日
- 暗闇仕留人 1974年6月29日 - 12月28日
- 必殺必中仕事屋稼業 1975年1月4日 - 6月27日
- 必殺仕置屋稼業 1975年7月4日 - 1976年1月9日
- 必殺仕業人 1976年1月16日 - 7月23日
- 必殺からくり人 1976年7月30日 - 10月22日
- 必殺からくり人・血風編 1976年10月29日 - 1977年1月14日
- 新・必殺仕置人 1977年1月21日 - 11月4日
- 新 必殺からくり人 1977年11月18日 - 1978年2月10日
- 江戸プロフェッショナル・必殺商売人 1978年2月17日 - 8月18日
- 必殺からくり人・富嶽百景殺し旅 1978年8月25日 - 11月24日
- 翔べ! 必殺うらごろし 1978年12月8日 - 1979年5月11日
- 必殺仕事人 1979年5月18日 - 1981年1月30日
- 特別編必殺仕事人 恐怖の大仕事 水戸・尾張・紀伊　-1981年
- 必殺仕舞人 1981年2月6日 - 5月1日
- 新・必殺仕事人 1981年5月8日 - 1982年6月25日
- 新・必殺仕舞人 1982年7月2日 - 9月24日
- 必殺シリーズ10周年記念スペシャル 仕事人大集合　-1982年
- 必殺仕事人III 1982年10月8日 - 1983年7月1日
- (秘) 必殺現代版 主水の子孫が京都に現われた 仕事人vs暴走族　-1982年

### 映画
- いまいち萌えない娘 THE MOVIE (2018年)　監督 山田誠二　製作統括 仲川利久